# 159999 Michaelgriffin
159999 Michaelgriffin è un asteroide della fascia principale. Scoperto nel 2006, presenta un'orbita caratterizzata da un semiasse maggiore pari a 2,8292516 au e da un'eccentricità di 0,0399624, inclinata di 2,41590° rispetto all'eclittica.
L'asteroide è dedicato al fisico statunitense Michael Douglas Griffin.